# Andrea Trevisan (vescovo)
Andrea Trevisan (XV secolo – 1504) è stato un vescovo cattolico italiano.

## Biografia
Il 28 novembre 1494 fu nominato vescovo di Feltre da papa Alessandro VI.
Il 18 settembre 1495 consacrò la chiesa di Santa Maria Assunta di Fiera di Primiero.
Fece affrescare il suo stemma sulla cappa di un camino del palazzo vescovile feltrino.
Morì nel 1504.